# Biosignatura
|  | Per a altres significats, vegeu «biomarcador». |

Una biosignatura és qualsevol substància - com un element, isòtop, o molècula, o fenomen - que proporciona prova científica del passat o del present de la vida atributs mesurables de la vida són les seves complexes estructures físiques i químiques i també la seva utilització de l'energia lliure i la producció de biomassa i residus. causa de les seves característiques úniques, una biosignatura pot ser interpretada com produïda per organismes amb vida, però, és important que no es consideri definitiva, perquè no hi ha forma de saber per endavant quines són universals per a la vida i quines són úniques a les peculiars circumstàncies de la vida a la Terra

## En Geomicrobiologia

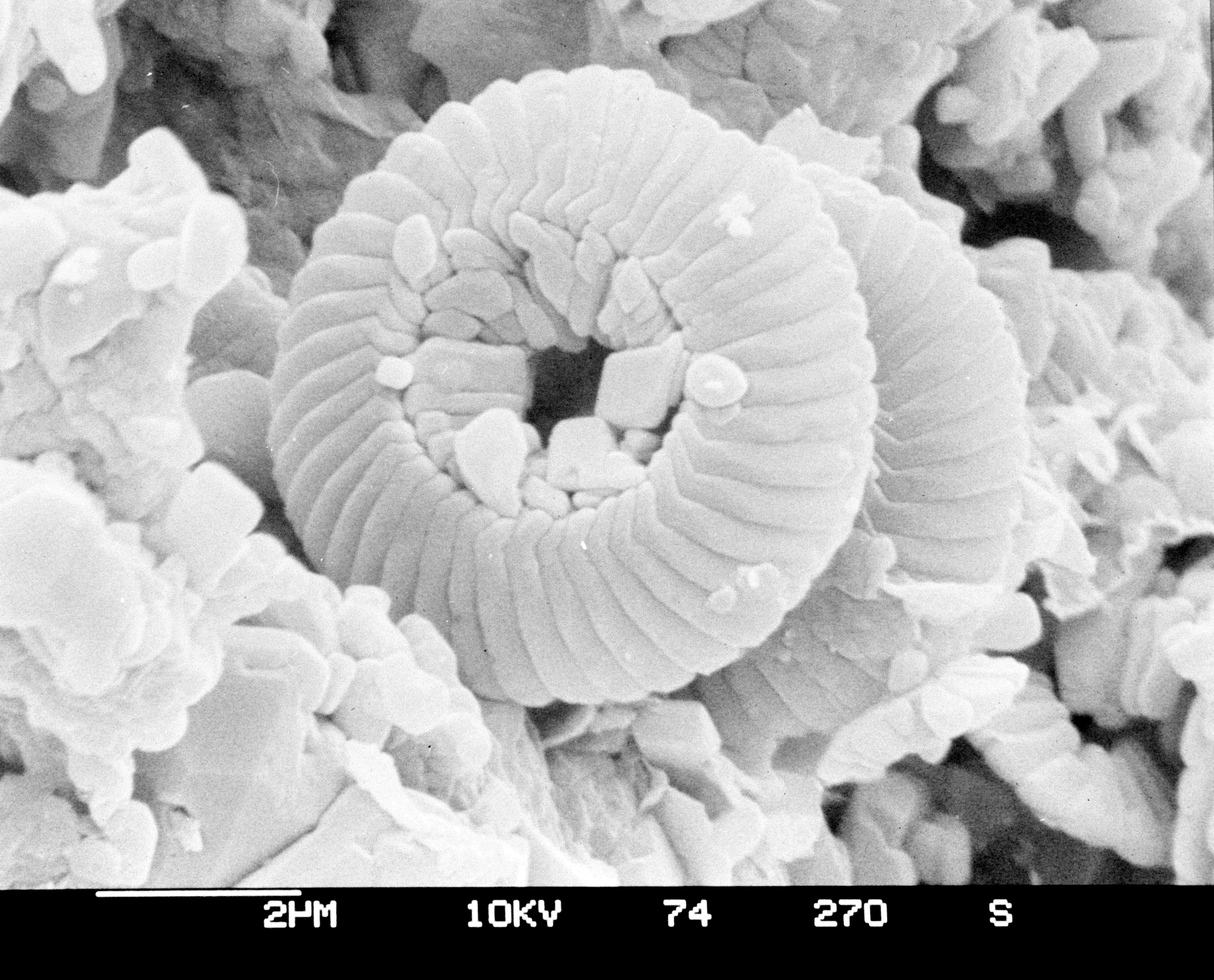
Microfotografia electrònica de microfòssils d'un nucli de sediment obtingut pel Deep Sea Drilling Program

La història antiga de la Terra ofereix una oportunitat per llegir signatures geoquímiques produïdes per la vida microbiana i com aquestes signatures es conserven a través del temps geològic. Algunes disciplines relacionades, com la Geoquímica, geobiologia i Geomicrobiologia utilitzen sovint biosignatures per determinar si organismes amb vida estan o han estat presents en una mostra. Aquestes signatures biològiques possibles inclouen: (a) microfòssils i estromatòlits, (b) estructures moleculars (biomarcadors) i composicions isotòpiques de carboni, nitrogen i hidrogen en la matèria orgànica, (c) diverses proporcions d'isòtops de sofre i d'oxigen en els minerals;. i (d) les relacions d'abundància i composició isotòpica de metalls redox sensibles (per exemple, Fe, Mo, Cr, i elements de terres rares).
Per exemple, els particulars àcids grassos mesurats en una mostra poden indicar quins tipus de bacteris i arqueus viuen en aquest entorn. Un altre exemple són els alcohols grassos de cadena llarga amb més de 23 àtoms que es produeixen per bacteris plànctonics. Quan s'usa en aquest sentit, els geoquímics sovint prefereixen el terme biomarcador. Un altre exemple és la presència lípids de cadena lineal en forma d'alcans, alcohols i àcids grassos amb 20-36 àtoms de carboni a terra o sediments. Els dipòsits de torba són una indicació de l'origen de la cera epicuticular de plantes superiors.
Els processos de la vida poden produir una sèrie de signatures biològiques, com ara àcids nucleics, lípids, proteïnes, aminoàcids, material similar al querogen i diversos trets morfològics que són detectables en roques i sediments. Els Microbis interaccionen sovint amb processos geoquímics, deixant petges en la roca que indicatives de biosignatures. Per exemple, For example, porus bacterians però tenen una mida, forma i patró diferent (remolí o dendrític) i estan distribuïts de manera diferent de les inclusions de fluids comuns. Una biosignatura potencial és un fenomen que pot haver-se produït per vida, però que també seria possible un possible origen abiòtic.

## En astrobiologia

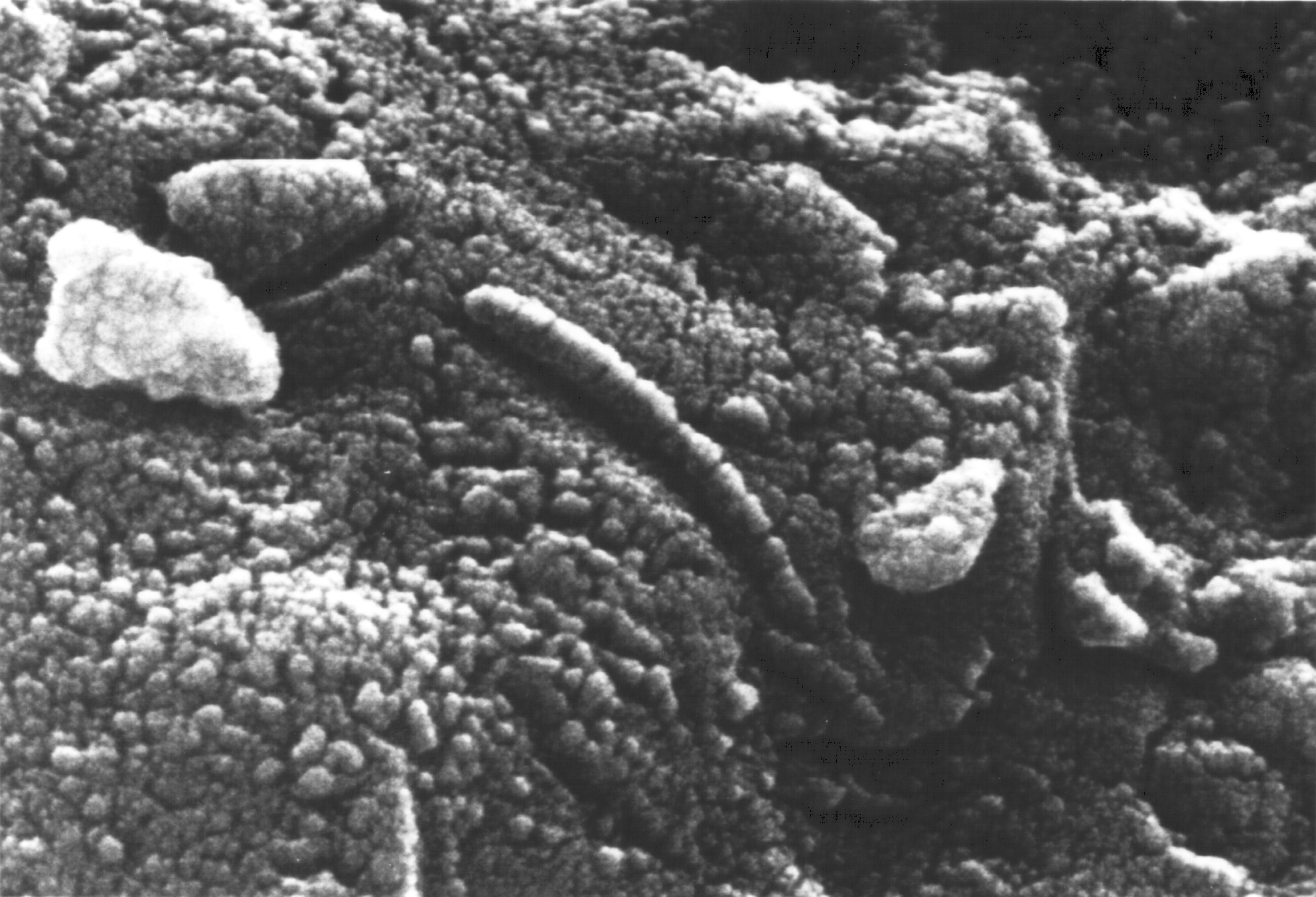
Alguns investigadors suggereixen que aquestes estructures microscòpiques en el meteorit marcià ALH84001 podrien ser bacteris fossilitzats

L'exploració astrobiològica es basa en la premissa que signatures biològiques trobades a l'espai haurien de recognoscibles com de vida extraterrestre. La utilitat d'una biosignatura es determina, no només per la probabilitat que la vida la va crear, sinó també per la improbabilitat que processos no biològics (abiòtics) la produïssin. Un exemple d'una firma biològica poden ser molècules orgàniques complexes i/o estructures la formació de les quals és pràcticament irrealitzable en absència de vida. Per exemple, algunes categories de signatures biològiques poden incloure el següent: morfologies cel·lulars i extracel·lulars, substàncies biogèniques en roques, estructures moleculars bio-orgàniques, quiralitat, minerals biogènics, patrons d'isòtops biogènics estables en minerals i compostos orgànics, en els gasos atmosfèrics, i en característiques detectables de forma remota en superfícies planetàries, com ara pigments fotosintètics, etc.
No cal que les biosignatures siguin químiques, sinó que també poden suggerir-se per una biosignatura magnètica distintiva. Una altra possible biosignatura podria ser morfològica, ja que la forma i mida d'alguns objectes pot indicar la presència en el passat o present de vida. Per exemple, hi hagué una llarg debat sobre algunes biosignatures potencials en cristalls microscòpics de magnetita del meteorit marcià ALH84001 perquè es creia fins fa poc que només els bacteris podien crear cristalls de la seva forma específica. Això no obstant, s'haurien d'investigar les característiques anòmales descobertes que podrien ser possibles biosignatures de formes de vida. Aquestes característiques constitueixen una hipòtesi de treball, no una confirmació de la detecció de vida. Descobrir de manera concloent una evidència d'una forma de vida extraterrestre (passada o present) requereix provar que la possible biosignatura es produí per les activitats o els romanents d'una forma de vida. Per exemple, el possible biomineral estudiat en el meteorit marcià ALH84001 inclou fòssils microbials putatius, diminutes estructures en forma de roca la forma de les quals era una biosignatura potencial perquè semblaven les de bacteris conegudes. La majoria dels científics actuals conclouen que aquestes formes eren massa petites com per a ser cèl·lules fossilitzades. Un consens que ha sorgit d'aquestes discussions, i que actualment es considera d'obligat compliment, és que han d'haver altres línies de proves a més de qualsevol dada morfològica que puguin donar suport a una asseveració tan extraordinària.
Les observacions científiques inclouen la possible identificació de biosignatures a través de l'observació indirecta. Per exemple, informació electromagnètica a través de telescopis de radiació, radiotelescopis, telescopis espacials, etc. Des d'aquest punt de vista serien considerades biosignatures les hipotètiques signatures electromagnètiques de ràdio que escaneja el SETI, ja que un missatge d'éssers extraterrestres evidentment demostraria l'existència de vida extraterrestre.
Atmosfera
Al llarg de bilions d'anys, els processos de la vida sobre un planeta crearien una boira de productes químics diferent de la que es formaria en un equilibri químic habitual. Per exemple, grans quantitats d'oxigen i petites quantitats de metà indiquen que ha d'haver una font activa en el planeta, ja que es tracta d'un gas inestable. A més, els models fotoquímics actuals no poden explicar la presència de metà en l'atmosfera de Mart i les seves variacions en espai i temps. Ni tampoc, la seva ràpida aparició i desaparició. Per excloure un origen biogènic d'aquest metà, caldria una missió amb un espectròmetre de masses, ja que les proporcions isotòpiques del carboni-12 a carboni-14 al metà podrien distingir discernir el seu origen biogènic o no. Al juny del 2012, els científics anunciaren que les mesures de la proporció dels nivells d'hidrogen i metà a Mart podria ajudar a determinar la propabilitat de vida a Mart. Segons els científics, "...proporcions baixes d'H₂/CH₄ (menys d'aproximadament 40) indiquen que la vida és probable que existeixi i que sigui activa." Altres científics han anunciat recentment mètodes per detectar l'hidrogen i el metà a atmosferes extraterrestres. La propera missió ExoMars Trace Gas Orbiter prevista per al 2016 a Mart, estudiarà traces de gasos atmosfèrics i intentarà caracteritzar els processos bioquímics i geoquímics potencials que s'estiguin produint al planeta.

### MissionsVikinga Mart
El programa Viking de sondes a Mart dels anys setanta dugué a terme els primers experiments explícitament creats per a la recerca de biosignatures en altres planetes. Les dues sondes Viking dugueren a terme tres experiements de detecció de vida amb els que es buscava signes de metabolismes; però, els resultats foren declarats 'no concloents'.
La missió Mars Science Laboratory està actualment investigant l'habitabilitat del medi ambient marcià i intenta detectar biosignatures a Mart. La futura missió ExoMars tindrà objectius similars.